# Tadeusz Kościński
Tadeusz Piotr Kościński, född 9 december 1956 i London i Storbritannien, är en polsk politiker och bankman. Han var Polens finansminister från november 2019 till februari 2022, då han avgick efter en misslyckad skattereform. Kościński har studerat vid Goldsmiths College i London och varit verksam som bankdirektör.